# Huang Ju

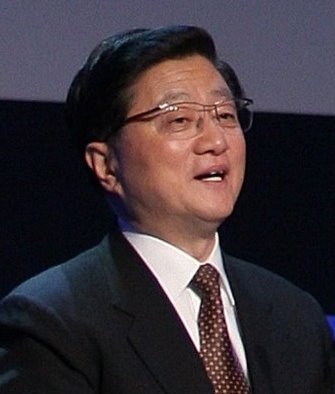
Huang Ju, 2005

Huang Ju (chinesisch 黄菊, Pinyin Huáng Jú; * 28. September 1938 in Jiashan, Provinz Zhejiang; † 2. Juni 2007 in Peking) war einer der Vizepremiers der Volksrepublik China. Er stand bis zu seinem Tod an 6. Stelle des Ständigen Ausschusses des Politbüros der Kommunistischen Partei Chinas. Als Todesursache nannte die amtliche Nachrichtenagentur Xinhua eine nicht näher bezeichnete Krankheit.

## Biografie
1963 wurde Huang Techniker und Sekretär des Direktors einer Maschinenfabrik in Shanghai und erhielt seinen  Abschluss des Studiums an der Tsinghua-Universität in Peking im Fach Elektromaschinenbau als Ingenieur. 1966 erfolgte sein Eintritt in die Kommunistische Partei Chinas.
1983 wurde er  Mitglied im Ständigen Ausschuss des Shanghaier Stadtparteikomitees und 1984 Generalsekretär des Stadtparteikomitees. 1985 war er stellvertretender Parteisekretär von Shanghai und 1986 stellvertretender Bürgermeister.  1987 wirkte Huang als Vorsitzender des Shanghaier Komitees für Sicherheit in der Produktion. 1990 war er Leiter der Führungsgruppe für die Entwicklung und Planung von Pudong. 1991 wurde er Bürgermeister von Shanghai und 1994 Parteichef der Stadt. Ab 1995 war Huang Mitglied des Politbüro der Kommunistischen Partei Chinas, ab 2002 als Mitglied des ständigen Ausschusses.
Huang Ju wurde wie Wu Bangguo der Shanghai Clique zugeordnet und galt wie dieser als persönlicher Gefolgsmann Jiang Zemins aus dessen Zeit in Shanghai. Kritik wurde laut, als seine Tochter, Huang Fan (黄凡), in San Francisco den Sohn eines pro-taiwanischen Zeitungsmannes heiratete.